# Đảo Guamblin
Guamblin còn được gọi là Socorro, Nuestra Señora del Socorro hay Huamblin, là một hòn đảo nhỏ nằm tại Aysén, Chile. Nó là một phần thuộc quần đảo Chonos, mặc dù hòn đảo này cách các đảo khác của Chonos khoảng 25 km, xa ngoài Thái Bình Dương.
Đây là một vùng chim quan trọng, một vườn quốc gia của Chile khi đây là nơi sinh sản quan trọng của các loài chim biển bao gồm Hải âu bồ hóng, Mòng biển, Cốc biển và Vịt. Từ tháng 12 đến tháng 4, cá voi xanh hội tụ về đây thu hút các nhà nghiên cứu khoa học sinh vật biển từ khắp nơi trên thế giới. Ngoài ra, hòn đảo cũng là một thuộc địa lớn của loài sói xám. Hòn đảo được bao phủ bởi thảm thực vật, gần như là hoàn toàn, tương ứng chủ yếu cho sự hình thành của cây bụi thường xanh đại dương. Nothofagus dombeyi, quế là những loài chiếm ưu thế trên đảo.
Trong tháng 6 năm 1973, tàu chở dầu Napier của Liberia bị mắc cạn tại đảo và đã gây ra một vụ tràn dầu với khoảng 30.000 tấn dầu. Sau khi giải cứu cho phi hành đoàn, Chile đã sử dụng máy bay tiêm kích Hawker Hunter để đốt cháy lượng dầu tràn nhằm tránh ô nhiễm rộng hơn.